# Allennes-les-Marais
Allennes-les-Marais – miejscowość i gmina we Francji, w regionie Hauts-de-France, w departamencie Nord.
Według danych na rok 1990 gminę zamieszkiwały 2773 osoby, a gęstość zaludnienia wynosiła 500 osób/km² (wśród 1549 gmin regionu Nord-Pas-de-Calais Allennes-les-Marais plasuje się na 297. miejscu pod względem liczby ludności, natomiast pod względem powierzchni na miejscu 631.).

## Miasta partnerskie
- Białobrzegi